# Centre de recherche sur les identités nationales et l'interculturalité
 (mars 2019).
Si vous disposez d'ouvrages ou d'articles de référence ou si vous connaissez des sites web de qualité traitant du thème abordé ici, merci de compléter l'article en donnant les références utiles à sa vérifiabilité et en les liant à la section « Notes et références ».
Pour les articles homonymes, voir Crinis.
Le Centre de Recherche sur les Identités, les Nations et l'Interculturalité (CRINI) est un laboratoire de l'université de Nantes.
Depuis sa création en 1992, le CRINI s’est fixé pour objectif de mener des recherches dans des disciplines aussi diverses que l’histoire, la civilisation, la littérature, la linguistique, la didactique, la traductologie ou encore le cinéma.
C’est cependant dans le caractère interculturel que réside toute l’originalité de ce laboratoire. Il s’agit en effet pour les enseignants-chercheurs des différentes aires géographiques représentées, non pas de travailler de façon isolée, mais de proposer des perspectives croisées sur : la question des identités (nationales, linguistiques ou encore culturelles) et sur la culture dans le cadre d’une approche scientifique. Axes de recherche et aires linguistiques structurent donc de manière claire l’activité du centre de recherche.
Outre une politique dynamique de diffusion et de valorisation axée sur l’organisation de colloques, séminaires et journées d’étude mais aussi sur la publication d’une revue électronique, le CRINI est allé plus loin dans la diversification de ses activités. Ainsi, en 2002, avec la sortie de l’ouvrage Les Désastres fondateurs (coord. Pilar Martínez-Vasseur), le CRINI ajoute une corde à son arc, en devenant également son propre éditeur.
Six ans plus tard, avec une parution moyenne de six ouvrages à l’année (2006 : 9 nouveautés et 1 réédition), à raison de 500 exemplaires par tirage, le catalogue se compose, en 2008, d’une soixantaine d’ouvrages, répartis dans les 8 collections suivantes :
– mémoire et écriture ;
– la question nationale ;
– civilisations/Littératures : perspectives croisées ;
– supports pédagogiques ;
– didactique des langues ;
– Canadensis series ;
– voix off ;
– Cahiers des Rencontres du cinéma espagnol de Nantes.

## Politique scientifique pour la période 2008-2011
« L'Europe en réseaux : représentations, permanences, transferts »
Depuis 1992, les chercheurs du CRINI ont essentiellement étudié l'Europe, sous l'angle d'un espace identitaire fondé sur l'appréhension d'un espace commun et sur des identités constituées.
Mais peut-on parler d'Europe sans être suspecté d'eurocentrisme ? Le « vieux » continent est-il toujours un lieu central dans la formation des identités et des cultures, disséminant ses "Lumières" à travers le reste du monde ou au contraire l'Europe est-elle au cœur d'un réseau d'échanges esthétiques, culturels, sociaux et politiques dont elle ne constitue plus le pôle unique, central, structurant ? 
L'approche retenue permet de ne plus seulement envisager les échanges intra-européens dans une optique ethnocentrique raisonnant en termes de prise d'influence et s'inscrivant dans un mouvement Nord-Sud, Ouest-Est.
Elle Privilégie l'interpénétration des cultures, l'appropriation et la transformation d'un élément culturel étranger dans un processus créateur. De l'Europe vécue à l'Europe conçue ou réfléchie, comment l'idée d'Europe est-elle conceptualisée (de l'intérieur et de l'extérieur) ?
L'Europe a été centre d'expansion, carrefour privilégié d'un réseau d'influences commerciales et culturelles, puis terre d'accueil et creuset d'identités multiples. Les diasporas ont favorisé la dissémination d'idées et de sensibilités artistiques, si bien qu'il est de plus en plus difficile d'assigner un sens unique aux migrations des formes, de et vers l'Europe. Si le continent n'est plus qu'un nœud parmi d'autres dans un vaste réseau d'échanges esthétiques, peut-on encore dire qu'il existe une identité artistique, politique, sociale et culturelle européenne ?
Ces mises en relation à grande échelle sont complémentaires de processus de constructions et transformations au niveau intra-européen, national, voire régional. Ceux-ci mettent en valeur la constitution de communautés intellectuelles et artistiques, prenant la forme de réseaux hétérogènes aux expressions identitaires variées, qu'elles soient ancrées sur un territoire, ou au contraire à vocation cosmopolite. 
Cette thématique se décline autour de 4 axes :
– axe civilisation et imagologie ;
– axe littératures étrangères ;
– axe didactique des langues et cultures étrangères ;
– axe linguistique et traductologie.

## Liste des publications du CRINI
(juin 2009).
Collection Mémoire et écriture
- Jean-Paul Barbe (coord.), Mémoire des Empires. Empire de la mémoire, 1994, 273 pages,  (ISBN 2-86939-073-4).
- Pilar Martínez-Vasseur (coord.), Mémoire et écriture, 2002, 255 pages,  (ISBN 2-86939-175-7).
- Jean-Paul Barbe et Pilar Martínez-Vasseur (coord.), Les Désastres fondateurs, 2002,  (ISBN 2-86939-181-1).
- Pilar Martínez-Vasseur (coord.), La Guerre civile espagnole : du réel au légendaire (1936-2006), 167 pages,  (ISBN 2-916424-04-0).
- Pilar Martínez-Vasseur et Michel Landron (coord.), Migrations, exils et déracinement dans le monde hispanique. (prochainement)

Collection La question nationale
- Jocelyne Aubé-Bourligueux, Jean-Paul Barbe et Pilar Martínez-Vasseur (coord.), Le Fait culturel régional 1, 1996, 365 pages,  (ISBN 2-86939-099-8).
- Patrice Neau (coord.), La Transylvanie dans la Roumanie post-communiste, 1999, 264 pages,  (ISBN 9739114814 et 978-9739114813).
- Pilar Martínez-Vasseur (coord.), La Question nationale en Espagne, 2002, 119 pages,  (ISBN 2-86939-180-3).
- Michel Feith (coord.), Nationalismes et régionalismes : survivances du romantisme ?, 2004, 200 pages,  (ISBN 2-86939-209-5).
- Michel Feith (coord.), Nationalismes et régionalismes : Nation avec ou sans État ?, 2005, 316 pages,  (ISBN 2-9521752-5-X).
- Andy Arleo, Françoise Le Jeune, Paul Lees, Bernard Sellin (coord.), Myths and Symbols of the Nation. England, Scotland and the United States (tome 1), 2006, 183 pages,  (ISBN 2-916424-07-5).
- Michel Feith (coord.), Nationalismes et régionalismes - Amériques : modes d'emploi, 2008, 314 pages,  (ISBN 2-916424-11-3).
- Joël Brémond et Joël Massol (coord.), Entreprise, cultures nationales et mondialisation, 2008, 451 pages,  (ISBN 2-916424-13-X).
- Emmanuelle Bousquet et Gloria Paganini (coord.), Made in. Identités culturelles et emblèmes nationaux dans un espace marchand international, 2008.

Collection Civilisations/Littératures  perspectives croisées
- Ernst Dautel et Hervé Quintin (coord.), De la scène à la ville / de la ville à la scène. Mélanges offerts à Jean-Claude François, 2000, 241 pages,  (ISBN 2-86939-155-2).
- Karine Cardini et Silvia Contarini (coord.), Le futurisme et les avant-gardes littéraires et artistiques au début du XXe siècle, 2002, 376 pages,  (ISBN 2-86939-179-X).
- Françoise Le Jeune (coord.), Paroles de femmes, histoires de femmes, 2003, 226 pages,  (ISBN 2-86939-182-X).
- Walter Zidaric (coord.), Interculturalité, Intertextualité : Les livrets d'opéra (fin XIXe - début XXe siècle), 2003, 320 pages,  (ISBN 2-86939-189-7).
- Gunter Volz (coord.), Individu et autorités : positions de la Presse des Lumières, 2004, 353 pages,  (ISBN 2-86939-176-5).
- Walter Zidaric (coord.), Saint-Pétersbourg : 1703-2003, 2004, 208 pages,  (ISBN 2-9521752-0-9).
- Elena Belaïa (coord.), Variations sur le Temps : d’une langue à l’autre, quelle temporalité ?, 2005, 132 pages ??  (ISBN 2-86939-190-0).
- Françoise Le Jeune (coord.), Paroles de femmes dans la guerre (1914-1918), 2005, 217 pages,  (ISBN 2-9521752-2-5).
- Walter Zidaric (coord.), Interculturalité, intertextualité : les livrets d'opéra (1915-1930), 2005, 243 pages,  (ISBN 2-9521752-7-6).
- Emmanuelle Bousquet et Catherine Lanfranchi (coord.), Frontières brisées : régions de frontières, creuser d’identités, 2006, 214 pages,  (ISBN 2-916424-01-6).
- Ruth Evans, Terence Hughes et Georges Letissier (coord.), Secrets, Mysteries, Silences, 2006, 131 pages,  (ISBN 2-9521752-8-4).
- Anna Frabetti et Walter Zidaric (coord.), L’italiano lingua di migrazione: verso l’affermazione di una cultura transnazionale agli inizi del XXI secolo, 2006, 233 pages,  (ISBN 2-916424-06-7).
- Sandra Hernández (coord.), La Révolution Cubaine : mémoire, identité, écritures, 2007, 273 pages,  (ISBN 2-916424-09-1).
- Bernard Sellin (coord.), Voices from Modern Scotland: Janice Galloway, Alasdair Gray, 2007, 143 pages,  (ISBN 2-916424-10-5).
- Elisabeth Vauthier (coord.), Variations sur le Temps : penser le Temps dans le monde arabe, 2007, 113 pages,  (ISBN 2-916424-08-3).
- Michel Feith (coord.), Nationalismes et régionalismes - Amériques : modes d'emploi, 2008, 314 pages,  (ISBN 2-916424-11-3)
- Pilar Martínez-Vasseur, Michel Feith, Patrice Neau (coord.), Paroles de vainqueurs, paroles de vaincus : réécritures et révisions, 2008.

Collection Supports pédagogiques
- Jacqueline Feuillet-Thieberger et Jack Feuillet (coord.), Précis de phonétique allemande, 2006, 111 pages
- Thomas Lenzen, Traductologie en LEA, 2006, 252 pages,  (ISBN 2-95217-523-3).

Collection Didactique des langues et cultures étrangères
- Jacqueline Feuillet (coord.), Réflexions méthodologiques sur l’enseignement des langues, 1981, 105 pages,  (ISSN 0761-3113).
- Jacqueline Feuillet (coord.), L’Enseignement audiovisuel. Théorie et pratique, 1984, 125 pages,  (ISSN 0761-3113).
- Jacqueline Feuillet (coord.), L’Approche communicative : bilan. L’élève et les cultures étrangères, 1990, 309 pages,  (ISBN 2-86939-040-8).
- Jacqueline Feuillet (coord.), Apprentissage/Enseignement des langues étrangères. Motivations, besoins, contenus, 1992, 151 pages,  (ISBN 2-86939-055-6).
- Jacqueline Feuillet (coord.), Les Langues étrangères et le jeune enfant. Attentes, situation, propositions, 1994, 166 pages,  (ISBN 2-86939-079-3).
- Antoine Résano (coord.), Linguistique hispanique. Nantes 1998, 2000, 413 pages,  (ISBN 2-86939-152-8).
- Jacqueline Feuillet (coord.), Apprentissage précoce d'une langue étrangère et bilinguisme, 2005, 153 pages,  (ISBN 2-9521752-6-8).
- Jacqueline Feuillet (coord.), Les Enjeux d’une sensibilisation très précoce aux langues étrangères en milieu institutionnel, 2008, 268 pages,  (ISBN 2-916424-12-1).

Collection Canadensis series
- Christine Evain et Reena Khandpur (coord.), Canadensis n° 1 : Atwwod on her work: Poems open the doors. Novels are the corridors, 2006, 187 pages,  (ISBN 2-9521752-9-2).
- Charlotte Sturgess (coord.), Canadensis n° 2 : The Politics and Petics of Passage in Canadian and Australian Culture and Fiction, 2006, 223 pages,  (ISBN 2-916424-02-4).
- Françoise Le Jeune (coord.), Canadensis n°3 : Her Na-rra-tion: Women’s Narratives of the Canadian Nation, 2008.

Collection Voix off
- Jocelyne Aubé-Bourligueux, Gérard Cornu, Pilar Martínez-Vasseur, Antoine Résano, Voix off n° 1 Cinéma, écriture et histoire dans Femmes au bord de la crise de nerfs de Pedro Almodóvar, 1997, 148 pages,  (ISBN 2-86939-118-8).
- Jocelyne Aubé-Bourligueux, Gérard Cornu, Emmanuel Larraz, Pilar Martínez-Vasseur, Voix off n° 2 Le sexe, le rire et la mort. Essais sur Le Bourreau de Luis García Berlanga, 1999, 143 pages,  (ISBN 2-86939-118-8).
- Jocelyne Aubé-Bourligueux et Gérard Cornu, Voix off 3 - La mémoire et l’œuvre. Deux essais sur «¡Ay Carmela!» de Carlos Saura, 2001, 98 pages,  (ISBN 2-86939-167-6).
- Chrystelle Fortineau (coord.), Voix off n° 4 Le cinéma espagnol des années 90, 2003, 156 pages,  (ISBN 2-86939-193-5).
- Sandra Hernández (coord.), Voix off n° 5 Tomás Gutiérrez Alea et le cinéma cubain : une esthétique dans/de la révolution, 2003, 151 pages,  (ISBN 2-86939-194-3). Au programme du CAPES et de l’agrégation d’espagnol 2007-2008
- Dolores Thion (coord.), Chronique d’un desamor : le cinéma espagnol entre deux siècles, 2004, 253 pages,  (ISBN 2-86939-210-9).
- Dolores Thion (coord.), Temps, mémoire et représentation. L’avant-scène du cinéma espagnol, 2006, 140 pages,  (ISBN 2-9521752-4-1).
- Sandra Hernández (coord.), Voix off n° 8, Le cinéma cubain : identité et regards de l’intérieur, 2006, 187 pages,  (ISBN 2-916424-05-9). Au programme du CAPES et de l’Agrégation d’espagnol 2007-2008
- Dolores Thion (coord.), Voix off n° 9 Femmes et cinéma en Espagne, 2008.

Collection Cahiers des Rencontres du Cinéma espagnol de Nantes
- Madrid me mata !, 9e Rencontres du Cinéma Espagnol de Nantes, 1999, 46 pages,  (ISSN 1625-4775).
- Barcelone fait son cinéma, 10e Rencontres du Cinéma Espagnol de Nantes, 2000, 125 pages,  (ISSN 1625-4775).
- San Sebastián, ville de ciné, 11e Rencontres du Cinéma espagnol de Nantes, 2001, 202 pages,  (ISSN 1625-4775).
- L’Aragon, 12e Rencontres du Cinéma Espagnol de Nantes, 2002, 332 pages,  (ISSN 1625-4775).
- La Galice, 13e Rencontres du Cinéma Espagnol de Nantes, 2003, 227 pages,  (ISSN 1625-4775).